# Туберкулоза неосетљива на лекове
Туберкулоза неосетљива на лекове или мултирезистентна туберкулоза неосетљива на више лекова (МДР-ТБ) тежак је облик инфекције туберкулозом (ТБ) узроковане бактеријама које су отпорне на лечење са најмање два најмоћнија лека прве линије против туберкулозе као што су изониазид и рифампин. Неки облици туберкулозе неосетљива на лекове су такође отпорне не само на оне из прве линије одбране већ и на лекове друге линије одбране и називају се екстензивно неосетљива или резистентна туберкулоза на лекове (XDR-TB). Ова врста резистенције појавила се у Јужној Африци 2006. године. Након непуне четири године, СЗО је саопштила да је најмање један случај ове врсте резистентне туберкулозе пријављен у 58 земаља света..
Туберкулоза је узрокована инфекцијом бактеријом Mycobacterium tuberculosis, од које је скоро свака четврта особа у свету заражена. Заражене особе обољавају од туберкулозе тек онда када се бактерије активирају. Бактерије постају активне као резултат било чега што може смањити имунитет особе, као што је ХИВ, старење, шећерна болест или друге имунокомпромитирајуће болести. Туберкулоза се обично може лечити применом четири стандардна лека прва линије у које спадају: изониазид, рифампин, пиразинамид и етамбутол).
Међутим, почевши од првог третмана антибиотицима бактерије Mycobacterium tuberculosis' 1943. године, неки сојеви ове бактерија су развили отпорност на стандардне лекове путем генетских промена. Тренутно постоји и већи број случајева резистентних на више лекова. Туберкулоза је последица инфекције једним сојем бактерија који се зове Пекиншка лоза (први пут идентификована на ширем подручју Пекинга средином 1990-их, та лоза данас циркулише широм света и многи њени сојеви су отпорни на лекове који делују на друге типове туберкулозе). Процес резистенције се убрзава ако се користе нетачни или неадекватни третмани, што доводи до развоја и ширења резистентног Mycobacterium tuberculosis на више лекова (МДР-ТБ). Нетачно или неадекватно лечење може бити узроковано употребом погрешних лекова, употребом само једног лека (стандардни третман су најмање два лека), или неконзистентно узимање лекова у одреженом периоду или током целог периода лечења (третман је потребан неколико месеци).
Лечење МДР-ТБ захтева лекове друге линије (флуорокинолоне, аминогликозиде и друге), који су генерално мање ефикасни, токсичнији и много скупљи од лекова прве линије. Распоред лечења МДР-ТБ који укључује флуорохинолоне и аминогликозиде може да траје и две године, у поређењу са шест месеци лечења леком прве линије, и кошта преко 100.000 америчких долара.  Ако се и лекови друге линије преписују или узимају погрешно, може се развити даља резистенција која води до (XDR-TB).
Резистентни сојеви туберкулозе су већ присутни у популацији, тако да се МДР-ТБ може директно пренети са заражене особе на неинфицирану особу. У овом случају, особа која раније није лечена развија нови случај МДР-ТБ. Ово је познато као примарна МДР-ТБ и одговорно је за до 75% случајева. Стечена МДР-ТБ се развија када се особа са нерезистентним сојем туберкулозе лечи неадекватно, што доводи до развоја резистенције на антибиотике код ТБ бактерија које их инфицирају. Ови пацијенти заузврат могу заразити друге људе МДР-ТБ.
МДР-ТБ је изазвала око 600.000 нових случајева туберкулозе и 240.000 смртних случајева само у 2016. години, а МДР-ТБ чини 4,1% свих нових случајева туберкулозе и 19% претходно лечених случајева широм света. Глобално, већина случајева МДР-ТБ јавља се у Јужној Америци, Јужној Африци, Индији, Кини и бившем Совјетском Савезу.
Лечење МДР-ТБ захтева терапију лековима друге линије, обично четири или више лека истовремено у трајању од најмање 6 месеци. Могуће је и продужење терапије за 18-24 месеца ако је идентификована резистенција на рифампицин код специфичног соја туберкулозе са којом пацијент је заражен.  У идеалним програмским условима, стопа излечења МДР-ТБ може да се приближи проценту од  70%.

## Значај
Туберкулоза (ТБ) је болест узрокована бактеријама које се преносе са особе на особу ваздушним путем. Туберкулоза обично погађа плућа, али може утицати и на друге делове тела, као што су мозак, бубрези или кичма. У већини случајева, ТБ се лечи и излечи; међутим, особе са ТБ могу умрети ако не добију одговарајући третман.
Оно што посебно забрињава јесте да се тешки облици туберкулозе веома брзо шире и боловати од туберкулозе  и од резистентне туберкулозе је веома озбиљно стање и ако се не лече, оба облика болести могу довести до смртног исхода. Болест је излечиве само ако се открије на време и ако се спроведе одговарајући начин лечења.

## Механизам резистенције на лекове
Све већа доступност антибиотика 1960-их била је у складу је са падом броја бактерија и смањењем инфекција туберкулозом. Међутим, Mycobacterium tuberculosis је врло брзо узвратила ударац резистенцијом на лекове у осамдесетим и раним деведесетим годинама 20. века. Неки истраживачи су показали да се ти датуми слажу са појавом вируса ХИВ-а и АИДС-а и са падом СССР-а и дезинтеграција совјетског здравственог система, што се често  наводи као фактор пораста туберкулозе и њених форми резистентних на широк спектар лекова.
Резистентна туберкулоза може да настане на два начина:
- први, да се инфекција пренесе са оболелог на здраву особу,
- други, знатно чешћи начин, је да се особа разболи од туберкулозе која је осетљива на лекове, а да због неодговарајућег лечења бацил туберкулозе постане неосетљив на неке од најважнијих лекова. Најчешће се ради о грешкама од стране самих болесника, прекидање или /и нередовно узимање лекова, узимање 1 или 2 лека, а не свих како је препоручено. Ретко се ради о неправилном режиму лечења, недоступности лекова или лековима слабијег квалитета.[1]

### Врсте туберкулозе према резистенцији на лекове

#### Мултирезистентна туберкулоза (MDR TB)
Мултирезистентна туберкулозе (MDR TB) врста је туберкулоза. када бацил не реагује на два најважнија лека – изониазид и рифампицин.

### Еекстензивно резистентна туберкулоза (XDR TB)
Екстензивно резистентна ТБ (XDR TB) је ретка врста мултирезистентна туберкулозе (MDR TB)  која је отпорна на изониазид и рифампин, плус било који флуорокинолон и најмање један од три лека друге линије за ињекције ( амикацин, канамицин или капреомицин). Пошто је XDR TB отпорна на најмоћније лекове против туберкулозе, пацијентима су препуштене опције лечења које су много мање ефикасне. XDR TB је од посебне важности за особе са ХИВ инфекцијом или другим стањима која могу ослабити имуни систем. Ове особе имају већу вјероватноћу да оболе од туберкулозе када се заразе Mycobacterium tuberculosis, а такође имају и већи ризик од смрти када развију туберкулозу.

## Дијагноза
Сумњу на постојање резистенције на антитуберкулотске лекове поставља лекар на основу слабе или никакве реакције болести на примењено лечење. Дефинитивна дијагноза се поставља у бактериолошкој лабораторији, испитивањем осетљивости бацила на лекове. Постоји више метода којима се та осетљивост може утврдити.

## Терапија мултирезистентне туберкулозе
Када се постави дијагноза мултирезистентне туберкулозе оболели се прво шаље на лечења резервним лековима (антитуберкулотицима друге линије), у одељење за мултирезистентну туберкулозу у Специјалној болници за плућне болести да би најчешће после 6 месеци болничког лечења, болесник лекове наставио да узима још око 18 месеци у кућним условима под строгим надзором здравствене службе.
Лечење резистентне туберкулозе захтева знатно дуже времена, посебно мултирезистентне туберкулозе, које је најчешће око 2 године. Лечење екстензивно резистентне туберкулозе захтева посебне услове. Лечење се спроводи под контролом конзилијума лекара, који је задужен да прописује терапијске режиме и прати њихово спровођење. Ординирајући лекари су додатно обучени за збрињавање ових болесника.
У принципу се цела иницијална фаза лечења обавља у болничким условима. По постизању обескличења болесника, могуће је упутити болеснике са повољним током болести на амбулантно лечење.
Цео ток лечења МДР/XДР-ТБ мора бити строго надзиран. Лекови се 6 дана у недељи дају болеснику и особа која спроводи лечење мора да провери да је болесник прогутао лекове. Лекови се дају једном дневно. Ови лекови дају чешћа и озбиљнија нежељена дејства него основни антитуберкулотици. Оболели на амбулантном лечењу и чланови њихових породица, морају бити упознати с могућношћу појаве нежељених ефеката и чим их примете морају да се обрате ординирајућем лекару.
Дужина лечења туберкулозе и могућност појаве нежељених ефеката, захтева истрајност у лечењу и потпуно поштовање свих савета лекара. Неопходна је потпуна сарадња између оболелог, најближих чланова породице и здравствених радника (медицинских сестара и лекара).
Обавеза лекара је да у потпуности објасни болеснику ток и лечење болести. Важно је да се посебно скрене пажња до којих последица може да дође у случају прекида или неправилног лечења. Најважније је да се лекови редовно узимају. Тако ће се код скоро свих оболелих излечити болест и спречити појава резистенције бацила, која не само да може да угрози самог болесника, него може да буде опасна претња за здравље особа из његове околине.

### Хирургија
У случајевима изузетно отпорне болести, операција за уклањање инфективних делова плућа је, генерално, последња опција. Рани хируршки третмани који почињу у 19. веку укључују:
- Изазивање колапса плућа (артефицијални пнеумоторакс), јер мирујуће ткиво зацељује брже од ткива које се користи.

- Смањење плућне шупљине (торакопластика), како би се попунила празнина узрокована оштећењем плучног ткива туберкулозом, вршена је уклањањем ребара, подизањем дијафрагме или имплантацијом течности или чврстих материјала у плућну шупљину као мање инвазивне алтернативе за вештачки пнеумоторакс.[17]

Ови третмани су пали у заборав након увоћења лекова против туберкулозе  средином 20. века и нису доживели оживљавање код МДР-ТБ, осим торакопластике која се ради имплантираним мишићним ткивом. 
Хируршко уклањање делова плућа, названо ресекција плућа, била је углавном теоретска могућност све до побољшаних хируршких алата и техника средином 20. века. Од 2016. године, операција се обично изводи након 6–8 месеци неуспешног лечења туберкулозе другим средствима.
Хируршко лечење има високу стопу успеха (више од 80%), али исто тако и високу стопу неуспеха од више од 10% укључујући ризик од смрти. 
Хируршка интервенција је прво усмерена на стабилизацију „уништених плућа“, изазваних болешћу, затим на уклањању туберкулома, а затим на уклањање течности и накупљеног гноја.
Како туберкулоза и рак плућа могу коегзистирати код пацијената као могућа компликација, хируршке терапије су у обе болести сличне јер хирургија рака плућа има своје корене у горе поменутим третманима туберкулозе.

## Превенција
Најважнија ствар коју пацијент може да уради да спречи ширење мултирезистентна туберкулоза (MDR TB)  је да узима све своје лекове тачно онако како им је прописао здравствени радник. Ниједна доза се не сме пропустити и лечење се не сме рано прекинути.. Пацијенти би требало да кажу свом лекару ако имају проблема са узимањем лекова. Ако пацијенти планирају да путују, требало би да разговарају са својим здравственим радницима и да се постарају да имају довољно лекова на путовању.
Пружаоци здравствених услуга могу помоћи у превенцији MDR TB тако што ће брзо дијагностиковати случајеве, пратити препоручене смернице за лечење, пратити одговор пацијената на лечење и уверити се да је терапија завршена.
Други начин да се спречи добијање MDR TB је избегавање контакта са пацијентима за које се зна  да су заражеми са MDR TB на затвореним или препуним местима као што су болнице, затвори или склоништа за бескућнике, или предузети додатне мере заштите које могу укључивати коришћење личних респираторних заштитних средстава.